# XVIIIe congrès du Parti populaire
Le XVIIIe congrès du Parti populaire (en espagnol : XVIII Congreso Nacional del Partido Popular) est un congrès du Parti populaire (PP) espagnol, organisé du 10 au 12 février 2017 à Madrid, afin d'élire le comité exécutif et d'adopter les motions politiques et les nouveaux statuts.
Mariano Rajoy, président du PP depuis 2004, est largement réélu, quelques semaines après être parvenu à se maintenir au pouvoir. Il confirme María Dolores de Cospedal comme secrétaire générale et nomme Fernando Martínez-Maíllo coordonnateur général pour la soulager dans ses responsabilités. La réforme des statuts institue pour la première fois un système de vote direct des adhérents pour l'élection des présidents aux différents niveaux du PP.

## Contexte
Le congrès aurait dû être organisé au cours de l'année 2016, mais le président du Parti populaire Mariano Rajoy décide lors d'une réunion du comité directeur national le 12 janvier 2016 de le reporter sine die jusqu'à la formation du prochain gouvernement espagnol. Il rejette ainsi la demande formulée notamment par José María Aznar d'organiser le congrès sans délai, après que le PP a perdu une soixantaine de sièges de députés aux élections générales du 20 décembre 2015.

## Calendrier
Toute personne souhaitant postuler à la présidence doit déposer sa candidature entre le 14 et le 24 novembre 2016. La campagne électorale commence le 26 novembre et s'achève dix-huit jours plus tard, le 13 décembre. Les 2 565 délégués élus le sont entre le 16 et le 19 décembre.
| Dates                          | Processus                                 |
| ------------------------------ | ----------------------------------------- |
| 14 – 24 novembre 2016          | Dépôt des candidatures à la présidence    |
| 26 novembre – 13 décembre 2016 | Campagne des différents candidats retenus |
| 16 – 19 décembre 2016          | Élection du président et des délégués     |
| 10 – 12 février 2017           | Réunion du congrès                        |

## Comité d'organisation
Au cours de sa réunion du 14 novembre 2016, le comité directeur national approuve la composition du comité d'organisation du congrès. Il est présidé par la présidente d'Aragon Luisa Fernanda Rudi, ancienne présidente du Congrès des députés, les trois postes de vice-président revenant à Alfonso Fernández Mañueco, Vicente Tirado et Juan Carlos Vera.

## Candidat à la présidence
| Candidat | Candidat | Candidat               | Fonction politique récente                                            | Annonce          |
| -------- | -------- | ---------------------- | --------------------------------------------------------------------- | ---------------- |
|          |          | Mariano Rajoy (61 ans) | Président du gouvernement (depuis 2011) Président du PP (depuis 2004) | 21 novembre 2016 |

Le 26 novembre 2016, la commission d'organisation constate que Mariano Rajoy est le seul militant à avoir fait acte de candidature, et le proclame ainsi candidat unique à la présidence du PP.

## Déroulement
Cinq motions doivent être débattues au cours du congrès, rédigées par autant de groupes de travail : 
- Motion politique et statutaire, coordonnée par Fernando Martínez-Maíllo ;
- Motion sociale, coordonnée par Javier Maroto ;
- Motion économique et territoriale, coordonnée par Javier Arenas ;
- Motion Éducation, innovation et culture, coordonnée par Andrea Levy ;
- Motion Europe et place dans le monde, coordonnée par Pablo Casado.

### Débats statutaires
Après avoir conclu un accord avec les fédérations de Madrid et de la Communauté valencienne, Fernando Martínez-Maíllo propose une réforme du mode d'élection du président national et des présidents territoriaux du parti. Le nouveau système comprend deux tours, le premier où le vote est ouvert à tous les adhérents, et le second où il est restreint aux seuls délégués. Peuvent participer au second tour les candidats ayant reçu au moins 10 % des voix, mais si l'un d'entre eux a recueilli plus de 50 % des suffrages exprimés et quinze points de pourcentage d'avance sur le candidat arrivé deuxième, il est proclamé président. Les deux fédérations concernées obtiennent cependant que leurs statuts puissent prévoir une élection directe par l'ensemble des militants,.
Le congrès est marqué par la présentation d'un amendement visant à limiter le cumul entre fonctions institutionnelles et responsabilités internes. Surnommé « l'amendement anti-Cospedal », il est proposé par Francisco Risueño, conseiller municipal, et vise à empêcher la secrétaire générale María Dolores de Cospedal d'être simultanément ministre de la Défense. Il est rejeté par 328 voix contre et 303 pour, au terme d'un second vote.

### Questions sociales
Au sein du groupe de travail sur la motion sociale, plusieurs amendements sont adoptés dans le domaine sociétal. Le coordonnateur du groupe Javier Maroto obtient ainsi une rédaction consensuelle au sujet de la gestation pour autrui par lequel le Parti populaire ne prend pas position et renvoie celle-ci à un processus de dialogue et d'étude approfondie de la question. L'interruption volontaire de grossesse est qualifiée d'« échec pour la société qui ne peut se comprendre comme un droit ».

### Présence de personnalités
Lors du congrès assistent divers représentants politiques tels que Miguel Ángel Gutiérrez Vivas et Begoña Villacís pour Ciudadanos, parti qualifié par Rajoy de « partenaire de référence », le ministre italien des Affaires étrangères Angelino Alfano et le président du Parlement européen Antonio Tajani.

## Résultats
Le 11 février, Mariano Rajoy est réélu président du PP pour un quatrième mandat : sa liste pour le comité exécutif national reçoit le soutien de 95,65 % des délégués ayant pris part au vote, tout comme sa liste pour le comité directeur national. Ce résultat, supérieur au congrès de 2008, est inférieur aux scores enregistrés lors des conclaves de 2004 et 2012. Il annonce le maintien de María Dolores de Cospedal comme secrétaire générale et promeut le vice-secrétaire à l'Organisation Fernando Martínez-Maíllo comme coordonnateur général, chargé de décharger Cospedal d'une partie de ses responsabilités et d'agir en contrepoids de cette dernière.

### Élection du comité exécutif national
| Candidat        | Candidat        | Voix  | %     |
| --------------- | --------------- | ----- | ----- |
|                 | Mariano Rajoy   | 2 530 | 95,65 |
|                 | Votes blancs    | 115   | 4,35  |
| Votes valides   | Votes valides   | 2 645 | 99,47 |
| Votes invalides | Votes invalides | 14    | 0,53  |
| Total           | Total           | 2 659 | 100   |

### Élection du comité directeur national
| Liste           | Liste           | Voix  | %     |
| --------------- | --------------- | ----- | ----- |
|                 | Mariano Rajoy   | 2 529 | 95,76 |
|                 | Votes blancs    | 112   | 4,24  |
| Votes valides   | Votes valides   | 2 641 | 99,36 |
| Votes invalides | Votes invalides | 17    | 0,64  |
| Total           | Total           | 2 658 | 100   |

### Composition du comité exécutif
À la suite de sa victoire, Rajoy annonce le nom des membres qu'il a choisi pour entrer dans la direction nationale du parti. Les derniers soutiens d'Aznar ne sont pas renouvelés au sein de la direction
.
| Comité exécutif national                                                   | Comité exécutif national                          |
| -------------------------------------------------------------------------- | ------------------------------------------------- |
| Président                                                                  | Mariano Rajoy                                     |
| Secrétaire générale                                                        | María Dolores de Cospedal                         |
| Coordonnateur général Responsable de l'Organisation et des Élections       | Fernando Martínez-Maíllo                          |
| Vice-secrétaire général à la Politique sociale                             | Javier Maroto                                     |
| Vice-secrétaire général à la Politique des communautés autonomes et locale | Javier Arenas                                     |
| Vice-secrétaire général à la Communication                                 | Pablo Casado                                      |
| Vice-secrétaire générale aux Études et au Programme                        | Andrea Levy                                       |
| Coordinateur à l'Organisation                                              | Juan Carlos Vera                                  |
| Secrétaire exécutif à la Politique des communautés autonomes               | Juan José Matarí                                  |
| Secrétaire exécutif à la Politique locale                                  | Antonio Román (es)                                |
| Secrétaire exécutif aux Relations internationales                          | José Ramón García Hernández                       |
| Secrétaire exécutif aux Élections                                          | Vicente Tirado (es)                               |
| Secrétaire à l'Extérieur                                                   | Ramón Moreno Bustos                               |
| Secrétaire exécutif à la Formation                                         | César Sánchez (es)                                |
| Secrétaire sectoriel à l'Économie                                          | Álvaro Nadal                                      |
| Secrétaire sectoriel à la Santé et aux Affaires sociales                   | Dolors Montserrat                                 |
| Secrétaire sectoriel à l'Agriculture et à l'Élevage                        | Isabel García Tejerina                            |
| Secrétaire sectoriel à l'Éducation et à l'Égalité                          | Sandra Moneo                                      |
| Secrétaire sectoriel à la Culture et à la Participation sociale            | Emilio del Río Sanz                               |
| Secrétaire sectoriel aux Nouvelles technologies                            | Víctor Calvo-Sotelo (es)                          |
| Secrétaire sectoriel à la Justice et aux Libertés publiques                | Marimar Blanco                                    |
| Secrétaire sectoriel aux Femmes                                            | Yolanda Bel Blanca                                |
| Représentants de l'Immigration                                             | Joaquín Calvo Basaran Alejandra Vilalta y Perdomo |
| Président du comité électoral                                              | Alicia Sánchez-Camacho                            |
| Président du comité des droits et des garanties                            | Alfonso Fernández Mañueco                         |
| Membre                                                                     | José Luis Ayllón                                  |
| Membre                                                                     | Fátima Báñez                                      |
| Membre                                                                     | Roberto Bermúdez de Castro                        |
| Membre                                                                     | Vicente Betoret (es)                              |
| Membre                                                                     | José Císcar                                       |
| Membre                                                                     | Cristóbal Montoro                                 |
| Membre                                                                     | Manuel Domínguez González (es)                    |
| Membre                                                                     | Carlos Floriano                                   |
| Membre                                                                     | Cuca Gamarra                                      |
| Membre                                                                     | Teodoro García Egea                               |
| Membre                                                                     | Ángel Garrido                                     |
| Membre                                                                     | Jaime González Taboada (es)                       |
| Membre                                                                     | Dolores López Gabarro                             |
| Membre                                                                     | Ana Madrazo                                       |
| Membre                                                                     | Fernando Manzano (es)                             |
| Membre                                                                     | María José García-Pelayo                          |
| Membre                                                                     | Teófila Martínez                                  |
| Membre                                                                     | Francisco Millán                                  |
| Membre                                                                     | Jorge Moragas                                     |
| Membre                                                                     | Ángeles Muñoz                                     |
| Membre                                                                     | Australia Navarro (es)                            |
| Membre                                                                     | Eva Ortiz Vilella                                 |
| Membre                                                                     | Pilar Rojo                                        |
| Membre                                                                     | Soraya Sáenz de Santamaría                        |
| Membre                                                                     | Maria Salom                                       |
| Membre                                                                     | Cristina Sanz Barrios                             |
| Membre                                                                     | Antonio Sanz                                      |
| Membre                                                                     | Borja Sémper                                      |
| Membre                                                                     | Antonio Silván                                    |
| Membre                                                                     | Miguel Tellado                                    |
| Membre                                                                     | Luis Venta                                        |
| Membre                                                                     | Celia Villalobos                                  |
| Membre                                                                     | Juan Ignacio Zoido                                |
| Membre                                                                     | Jorge Fernández Díaz                              |
| Membre                                                                     | Luis de Grandes                                   |
| Membre                                                                     | Miguel Ángel Cortés                               |